# Luís José Pereira de Carvalho
Luiz José Pereira de Carvalho, Barão com Grandeza de Sepé  (Niterói, Rio de Janeiro, 19 de agosto de 1821 — Rio de Janeiro, 13 de agosto de 1891) foi um militar brasileiro.
Filho de Manuel Pereira de Carvalho e Antônia Maria. Casou com Teresa Camila de Lima e Silva, filha de Luís Manuel de Lima e Silva (tio do Duque de Caxias) com Júlia Francisca de Jesus. Era Tenente-General reformado do Exército Brasileiro e teve vários filhos.
Foi agraciado barão por decreto de 20 de agosto de 1889.

## Patente
- Praça em 02/12/1839
- Alferes em 02/12/1839
- Tenente em 23/07/1844
- Capitão em 29/07/1852
- Major em 02/12/1855 por merecimento
- Tenente-Coronel em 22/01/1856 por merecimento
- Coronel em 18/01/1868 por merecimento
- Brigadeiro em 10/04/1871 por merecimento
- Marechal de Campo em 29/01/1880

Foi General Comandante da Guarnição e Fronteira de Rio Grande em 1875, Conselheiro de Guerra e Comandante Superior da Guarda Nacional da Corte.

## Condecorações
- Oficial da Imperial Ordem do Cruzeiro;
- Dignitário da Imperial Ordem da Rosa;
- Comendador da Ordem Militar de São Bento de Aviz;
- Medalha de Campanha do Uruguai (de 1851 a 1852);
- Medalha de Mérito;
- Medalha Concedida ao Exército em Operações na República do Uruguai;
- Medalha Comemorativa do Término da Guerra do Paraguai (5 Anos de Campanha).
- Barão de São Sepé[2]